# Тэн (титул)
Тэн (др.-англ. þeg(e)n; англ. thegn; лат. tainus, miles) — дворянский титул части военно-служилой знати в поздний англосаксонский период истории Британии (VIII—середина XI века). За свою службу тэны получали от короля земельные владения, что превращало тэнов в предшественников рыцарей феодальной Англии.

## Возникновение термина
Термин «тэн» для обозначения представителей военно-служилой знати начал использоваться в англосаксонских королевствах начиная с VIII века и вскоре вытеснил более раннее наименование «гезит», однако никаких изменений в социальном статусе или характере взаимоотношений служилых людей со своими сеньорами не произошло. Англосаксонское слово «þeg(e)n» означало «тот, кто служит» и определяло верхний слой древнеанглийского общества, чьи представители были обязаны королю военной службой и выполнением других функций государственного управления.

## Социальный статус
Линия раздела между сословиями тэнов и крестьян (керлов) была самой фундаментальной социальной границей англосаксонского общества. Вергельд тэна в Уэссексе составлял 1200 серебряных шиллингов, то есть был в шесть раз выше, чем вергельд крестьянина. В Нортумбрии это соотношение было ещё более значительным. Титул тэна был наследуемым. Однако социальный статус тэна, как и его предшественника гезита, продолжал определяться не его происхождением, а местом, занимаемым в королевской или графской администрации.
Верхушку прослойки тэнов составляли королевские тэны — лица, находящиеся на службе у короля при дворе или в качестве представителей в регионах (в том числе и шерифы графств). Они служили связующим звеном между королём и его подданными и выполняли поручения монарха. Король, в свою очередь, обеспечивал поддержание высокого статуса тэнов и наделял их землями на праве бокленда. Помимо королевских тэнов существовали служилые люди эрлов (англосаксонских графов). Тэны, занимающие ведущие должности в центральном аппарате государственного управления, также могли иметь собственных тэнов, представляющих их интересы в судах и выполняющих другие поручения. Эти две группы представляли собой нижний слой служилых людей Англии. Тот факт, что именно король был непосредственным сеньором большинства тэнов, проживавших в разных концах страны, обеспечивал устойчивость англосаксонской монархии.
Военная обязанность тэнов продолжала оставаться их базовой характеристикой в течение всего англосаксонского периода. Хотя в XI веке сформировалась элитная каста хускарлов — воинов личной королевской дружины, именно тэны оставались ядром вооружённых сил Англии до нормандского завоевания, значительно превосходя в боевом отношении национальное крестьянское ополчение — фирд. Крайне важным фактором, способствующим прочности и единству англосаксонского государства, было то, что даже тэны эрлов были обязаны являться в войско короля в случае такой необходимости под угрозой конфискации их владений
Одной из важнейших обязанностей тэнов было личное участие в Большом королевском совете — витенагемоте, предшественнике английского парламента. Именно тэны, представлявшие интересы регионов, обеспечивали относительную независимость этого органа от короля.

## Земельные владения
Принцип наследственности земельной собственности тэнов, в том числе и пожалованной королём за службу, к середине XI века уже прочно утвердился в англосаксонском обществе. Владения тэна после его смерти делились между сыновьями, в результате чего постепенно возникло множество мелких земельных держаний, едва обеспечивавших проживание тэнов и в экономическом отношении сближавших их нижний слой с верхушкой крестьянства. С другой стороны, ряд тэнов смогли сохранить целостность своих земель и создали крупные манориальные хозяйства, на которых трудились зависимые крестьяне. Некоторые тэны владели землёй в нескольких графствах.
Типичный тэн позднего англосаксонского периода имел земельный надел в 5 гайд, церковь, хорошо укреплённую резиденцию и осуществлял службу в королевской администрации. Об уровне благосостояния тэнов свидетельствует один из законов Кнуда Великого, в соответствии с которым при вступлении в наследство сын тэна был обязан передать королю четырёх лошадей (двух из них — оседланных), два меча, четыре копья, четыре щита, шлем, доспехи и 50 манкусов золота.
Тэны владели землёй на праве собственности, а могли получать владения в бокленд от короля или арендовать их у своего сеньора или церкви. Последние виды прав на земельные участки сближали англосаксонских тэнов с классическим рыцарством феодальной Европы. Тем не менее в англосаксонский период условный характер земельных владений тэнов не получил такого распространения, как во Франции, а земельные связи между тэнами и их сеньорами были гораздо более слабыми.

## Влияние нормандского завоевания
После нормандского завоевания значительная часть тэнов покинула страну или была низведена до положения мелких землевладельцев, подчинённых новому правящему слою нормандских феодалов. Те тэны, которые адаптировались к новым социальным условиям в Англии и включились в вассально-ленную систему французского типа, стали родоначальниками таких выдающихся семейств позднесредневековой Англии, как Беркли, Кромвели, Невили, Ламли, Грейстоуки, Одли и Фицуильямы. Англосаксонские корни в английском дворянстве особенно были сильными в Нортумберленде и Камберленде. Однако в целом нормандское завоевание ликвидировало социальную прослойку тэнов, заменив её сословием рыцарей.